# سيزار بالاسيوس
سيزار بالاسيوس (بالإسبانية: César Palacios)‏ (19 أكتوبر 1974 في إسبانيا - ) هو لاعب كرة قدم إسباني في مركز الوسط. شارك مع منتخب إسبانيا تحت 16 سنة لكرة القدم ومنتخب إسبانيا تحت 17 سنة لكرة القدم ومنتخب إسبانيا تحت 18 سنة لكرة القدم ومنتخب إسبانيا تحت 19 سنة لكرة القدم. أما مع النوادي، فقد لعب مع أوساسونا ونومانسيا وأوساسونا ب.

## وصلات خارجية
- سيزار بالاسيوس على موقع الاتحاد الدولي (مؤرشف)  (الإنجليزية)
- سيزار بالاسيوس على موقع قاعدة بيانات كرة القدم.إي يو (الإنجليزية)
- سيزار بالاسيوس على موقع Soccerway.com (الإنجليزية)